# Duc de Magallanes
El duc de Magallanes (Bubo magellanicus) és una espècie d'ocell de la família dels estrígids (Strigidae). Habita boscos, matolls i terres de conreu des del centre del Perú i oest de Bolívia cap al sud, a través de Xile i Argentina occidental fins a la Terra del Foc. El seu estat de conservació es considera de risc mínim.